# Ralph Baum
Pour les articles homonymes, voir Baum.
Ralph Baum est un réalisateur, producteur de cinéma et directeur de production français, né le 4 octobre 1908 à Wiesbaden (Hesse, Allemagne), mort le 1er octobre 1987 à Le Chesnay.

## Biographie
Ralph Baum débute au cinéma à Berlin en 1927, devenant l'assistant de William Dieterle, de Fritz Lang et de Georg Wilhelm Pabst. Il s'expatrie en France en 1933. Assistant de Max Ophüls, il collabore avec ce dernier jusqu'en 1937. Directeur de production dès 1930, il se consacre pour l'essentiel à ce travail pendant 37 ans. Il réalise trois longs métrages entre 1951 et 1956. Son ultime participation au tournage d'un film a lieu en 1984, en qualité de producteur exécutif pour Urgence de Gilles Béhat.
Engagé volontaire dans l'armée française en 1939, il rejoint la Résistance en 1944.

## Filmographie

### Réalisateur
- 1951 : Les Nuits de Paris
- 1952 : Plaisirs de Paris
- 1956 : Bonsoir Paris, bonjour l'amour (Bonsoir Paris), coréalisé avec Hermann Leitner

### Producteur
- 1971 : Liza de Marco Ferreri
- 1972 : La Vieille Fille de Jean-Pierre Blanc
- 1974 : Les Seins de glace de Georges Lautner
- 1974 : Vincent, François, Paul... et les autres de Claude Sautet
- 1975 : Folle à tuer d'Yves Boisset
- 1981 : Docteur Jekyll et les femmes de Walerian Borowczyk

### Producteur délégué
- 1976 : Le Juge et l'Assassin de Bertrand Tavernier

### Assistant réalisateur
- 1930 : Der Witwenball de Georg Jacoby
- 1934 : La Dame de tout le monde (La signora di tutti) de Max Ophüls
- 1935 : Divine de Max Ophüls
- 1937 : Yoshiwara de Max Ophüls